# Halbeinfache algebraische Gruppe
In der Mathematik sind halbeinfache algebraische Gruppen ein Begriff aus der algebraischen Geometrie.

## Definition
Eine zusammenhängende algebraische Gruppe {\displaystyle G} über einem Körper {\displaystyle k} heißt halbeinfach, wenn eine der folgenden äquivalenten Bedingungen erfüllt ist:
- der maximale zusammenhängende auflösbare Normalteiler ist {\displaystyle \left\{1\right\}}
- {\displaystyle G} hat keinen nichttrivialen zusammenhängenden abelschen Normalteiler.

## Beispiele
- Die spezielle lineare Gruppe {\displaystyle SL_{n}} ist halbeinfach.
- Die projektive lineare Gruppe {\displaystyle PGL_{n}} ist halbeinfach.
- Die symplektische Gruppe {\displaystyle Sp_{2n}} ist halbeinfach.
- Nicht halbeinfach sind die allgemeine lineare Gruppe, die multiplikative Gruppe und die Gruppe der invertierbaren oberen Dreiecksmatrizen.

## Halbeinfache Lie-Gruppen
Für eine halbeinfache algebraische Gruppe {\displaystyle G} über {\displaystyle k=\mathbb {C} } ist {\displaystyle G(\mathbb {C} )} eine halbeinfache Lie-Gruppe.
Nicht jede halbeinfache Lie-Gruppe ist eine halbeinfache algebraische Gruppe. Ein Beispiel hierfür ist die universelle Überlagerung von {\displaystyle SL(2,\mathbb {R} )}.

## Klassifikation
Die Klassifikation halbeinfacher algebraischer Gruppen über einem algebraisch abgeschlossenen Körper ist analog zur Klassifikation halbeinfacher komplexer Lie-Gruppen durch Dynkin-Diagramme.